# Tetrastigma everettii
Tetrastigma everettii är en vinväxtart som beskrevs av Merrill. Tetrastigma everettii ingår i släktet Tetrastigma och familjen vinväxter. Inga underarter finns listade i Catalogue of Life.